# Coupe du monde de VTT 2007
Navigation
2006 2008
La Coupe du monde de VTT 2007 est la 17e édition de la Coupe du monde de VTT. Cette édition comprend quatre disciplines : cross country, marathon, descente et 4-cross.

## Cross-country

### Hommes
| # | Date         | Lieu             | Vainqueur            | Deuxième             | Troisième          | Leader du général    |
| - | ------------ | ---------------- | -------------------- | -------------------- | ------------------ | -------------------- |
| 1 | 22 avril     | Houffalize       | José Antonio Hermida | Julien Absalon       | Christoph Sauser   | José Antonio Hermida |
| 1 | 22 avril     | Houffalize       | 2 h 04 min 22 s      | + 48 s               | + 1 min 48 s       | José Antonio Hermida |
| 2 | 27 mai       | Offenburg        | Julien Absalon       | Cédric Ravanel       | Lukas Flückiger    | Julien Absalon       |
| 2 | 27 mai       | Offenburg        | 2 h 18 min 54 s      | + 2 min 42 s         | + 3 min 12 s       | Julien Absalon       |
| 3 | 9 juin       | Champéry         | Julien Absalon       | Christoph Sauser     | Nino Schurter      | Julien Absalon       |
| 3 | 9 juin       | Champéry         | 2 h 12 min 44 s      | + 50 s               | + 2 min 21 s       | Julien Absalon       |
| 4 | 23 juin      | Mont-Sainte-Anne | Julien Absalon       | José Antonio Hermida | Geoff Kabush       | Julien Absalon       |
| 4 | 23 juin      | Mont-Sainte-Anne | 1 h 54 min 49 s      | + 23 s               | + 1 min 26 s       | Julien Absalon       |
| 5 | 1er juillet  | Saint-Félicien   | Julien Absalon       | José Antonio Hermida | Fredrik Kessiakoff | Julien Absalon       |
| 5 | 1er juillet  | Saint-Félicien   | 2 h 07 min 05 s      | + 1 min 18 s         | + 1 min 55 s       | Julien Absalon       |
| 6 | 15 septembre | Maribor          | Fredrik Kessiakoff   | Christoph Sauser     | Manuel Fumic       | Julien Absalon       |
| 6 | 15 septembre | Maribor          | 1 h 53 min 44 s      | + 1 min 25 s         | + 1 min 41 s       | Julien Absalon       |

| Pos | Cycliste             | Pts  |
| --- | -------------------- | ---- |
| 1.  | Julien Absalon       | 1270 |
| 2.  | José Antonio Hermida | 1030 |
| 3.  | Christoph Sauser     | 916  |
| 4.  | Roel Paulissen       | 730  |
| 5.  | Fredrik Kessiakoff   | 706  |
| 6.  | Cédric Ravanel       | 666  |
| 7.  | Kashi Leuchs         | 580  |
| 8.  | Nino Schurter        | 560  |
| 9.  | Jakob Fuglsang       | 545  |
| 10. | Filip Meirhaeghe     | 497  |

### Femmes
| # | Date         | Lieu             | Vainqueur         | Deuxième             | Troisième            | Leader du général |
| - | ------------ | ---------------- | ----------------- | -------------------- | -------------------- | ----------------- |
| 1 | 22 avril     | Houffalize       | Ren Chengyuan     | Gunn-Rita Dahle      | Margarita Fullana    | Ren Chengyuan     |
| 2 | 27 mai       | Offenburg,       | Irina Kalentieva  | Marie-Hélène Prémont | Gunn-Rita Dahle      | Ren Chengyuan     |
| 3 | 9 juin       | Champéry         | Margarita Fullana | Irina Kalentieva     | Marie-Hélène Prémont | Margarita Fullana |
| 4 | 23 juin      | Mont-Sainte-Anne | Irina Kalentieva  | Ren Chengyuan        | Sabine Spitz         | Irina Kalentieva  |
| 5 | 1er juillet  | Saint-Félicien   | Irina Kalentieva  | Marie-Hélène Prémont | Sabine Spitz         | Irina Kalentieva  |
| 6 | 15 septembre | Maribor          | Liu Ying          | Marie-Hélène Prémont | Irina Kalentieva     | Irina Kalentieva  |

| Pos | Cycliste             | Pts  |
| --- | -------------------- | ---- |
| 1.  | Irina Kalentieva     | 1174 |
| 2.  | Marie-Hélène Prémont | 1040 |
| 3.  | Ren Chengyuan        | 918  |
| 4.  | Sabine Spitz         | 910  |
| 5.  | Margarita Fullana    | 700  |
| 6.  | Willow Koerber       | 654  |
| 7.  | Georgia Gould        | 645  |
| 8.  | Liu Ying             | 622  |
| 9.  | Tereza Huříková      | 533  |
| 10. | Wang Jingjing        | 489  |

## Marathon

### Hommes
| # | Date       | Lieu              | Vainqueur           | Deuxième       | Troisième      | Leader du général |
| - | ---------- | ----------------- | ------------------- | -------------- | -------------- | ----------------- |
| 1 | 13 mars    | Grande Canarie    | Leonardo Páez       | Thomas Dietsch | Alban Lakata   | Leonardo Páez     |
| 2 | 8 juillet  | Villabassa        | Massimo de Bertolis | Julio Humberto | Thomas Dietsch | Thomas Dietsch    |
| 3 | 15 juillet | Le Bourg-d'Oisans | Thomas Dietsch      | Alban Lakata   | Martin Kraler  | Thomas Dietsch    |

| Pos | Cycliste            | Pts |
| --- | ------------------- | --- |
| 1.  | Thomas Dietsch      | 610 |
| 2.  | Massimo de Bertolis | 540 |
| 3.  | Alban Lakata        | 480 |
| 4.  | Marzio Deho         | 390 |
| 5.  | Julio Caro          | 341 |
| 6.  | Nicolas Vermeulen   | 290 |
| 7.  | Mike Felderer       | 260 |
| 8.  | Leonardo Páez       | 250 |
| 9.  | Martin Kraler       | 236 |
| 10. | Ivan Rybárik        | 224 |

### Femmes
| # | Date       | Lieu              | Vainqueur     | Deuxième      | Troisième            | Leader du général |
| - | ---------- | ----------------- | ------------- | ------------- | -------------------- | ----------------- |
| 1 | 13 mars    | Grande Canarie    | Pia Sundstedt | Ivonne Kraft  | Hélène Marcouyre     | Pia Sundstedt     |
| 2 | 8 juillet  | Villabassa        | Esther Süss   | Pia Sundstedt | Dolores Mächler-Rupp | Pia Sundstedt     |
| 3 | 15 juillet | Le Bourg-d'Oisans | Pia Sundstedt | Esther Süss   | Ivonne Kraft         | Pia Sundstedt     |

| Pos | Cycliste           | Pts |
| --- | ------------------ | --- |
| 1.  | Pia Sundstedt      | 700 |
| 2.  | Esther Süss        | 600 |
| 3.  | Ivonne Kraft       | 360 |
| 4.  | Fabienne Heinzmann | 345 |
| 5.  | Asa Erlandsson     | 340 |
| 6.  | Blaža Klemenčič    | 260 |
| 7.  | Elena Giacomuzzi   | 225 |
| 8.  | Katrin Schwing     | 210 |
| 9.  | Alexandra Hober    | 195 |
| 10. | Barbora Radová     | 182 |

## Descente

### Hommes
| # | Date         | Lieu             | Vainqueur        | Deuxième            | Troisième        | Leader du général |
| - | ------------ | ---------------- | ---------------- | ------------------- | ---------------- | ----------------- |
| 1 | 13 mai       | Vigo             | Marc Beaumont    | David Vázquez López | Greg Minnaar     | Marc Beaumont     |
| 2 | 10 juin      | Champéry         | Matti Lehikoinen | Steve Peat          | Sam Hill         | Steve Peat        |
| 3 | 24 juin      | Mont-Sainte-Anne | Sam Hill         | Greg Minnaar        | Steve Peat       | Sam Hill          |
| 4 | 8 juillet    | Schladming       | Sam Hill         | Gee Atherton        | Greg Minnaar     | Sam Hill          |
| 5 | 16 septembre | Maribor          | Sam Hill         | Gee Atherton        | Julien Camellini | Sam Hill          |

| Pos | Cycliste            | Pts  |
| --- | ------------------- | ---- |
| 1.  | Sam Hill            | 1057 |
| 2.  | Matti Lehikoinen    | 673  |
| 3.  | Steve Peat          | 646  |
| 4.  | Gee Atherton        | 575  |
| 5.  | Marc Beaumont       | 526  |
| 6.  | Greg Minnaar        | 520  |
| 7.  | Michael Hannah      | 469  |
| 8.  | Fabien Barel        | 391  |
| 9.  | David Vázquez López | 360  |
| 10. | Julien Camellini    | 318  |

### Femmes
| # | Date         | Lieu             | Vainqueur       | Deuxième        | Troisième       | Leader du général |
| - | ------------ | ---------------- | --------------- | --------------- | --------------- | ----------------- |
| 1 | 13 mai       | Vigo             | Sabrina Jonnier | Tracy Moseley   | Emmeline Ragot  | Sabrina Jonnier   |
| 2 | 10 juin      | Champéry         | Marielle Saner  | Emmeline Ragot  | Sabrina Jonnier | Sabrina Jonnier   |
| 3 | 24 juin      | Mont-Sainte-Anne | Sabrina Jonnier | Tracy Moseley   | Emmeline Ragot  | Sabrina Jonnier   |
| 4 | 8 juillet    | Schladming       | Tracey Hannah   | Sabrina Jonnier | Marielle Saner  | Sabrina Jonnier   |
| 5 | 16 septembre | Maribor          | Rachel Atherton | Tracy Moseley   | Tracey Hannah   | Sabrina Jonnier   |

| Pos | Cycliste        | Pts |
| --- | --------------- | --- |
| 1.  | Sabrina Jonnier | 975 |
| 2.  | Tracy Moseley   | 845 |
| 3.  | Tracey Hannah   | 800 |
| 4.  | Emmeline Ragot  | 718 |
| 5.  | Marielle Saner  | 661 |
| 6.  | Céline Gros     | 592 |
| 7.  | Mio Suemasa     | 515 |
| 8.  | Helen Gaskell   | 432 |
| 9.  | Floriane Pugin  | 390 |
| 10. | Fionn Griffiths | 385 |

## 4-cross

### Hommes
| # | Date         | Lieu             | Vainqueur       | Deuxième       | Troisième     | Leader du général |
| - | ------------ | ---------------- | --------------- | -------------- | ------------- | ----------------- |
| 1 | 12 mai       | Vigo             | Gee Atherton    | Brian Lopes    | Michal Prokop | Gee Atherton      |
| 2 | 9 juin       | Champéry         | Brian Lopes     | Michal Prokop  | Filip Polc    | Brian Lopes       |
| 3 | 24 juin      | Mont-Sainte-Anne | Brian Lopes     | Scott Beaumont | Filip Polc    | Brian Lopes       |
| 4 | 7 juillet    | Schladming       | Brian Lopes     | Guido Tschugg  | Filip Polc    | Brian Lopes       |
| 5 | 15 septembre | Maribor          | Romain Saladini | Michal Prokop  | Dan Atherton  | Brian Lopes       |

| Pos | Cycliste        | Pts  |
| --- | --------------- | ---- |
| 1.  | Brian Lopes     | 1010 |
| 2.  | Michal Prokop   | 650  |
| 3.  | Jared Graves    | 480  |
| 4.  | Filip Polc      | 450  |
| 5.  | Gee Atherton    | 425  |
| 6.  | Romain Saladini | 400  |
| 7.  | Guido Tschugg   | 370  |
| 8.  | Scott Beaumont  | 285  |
| 9.  | Joost Wichman   | 250  |
| 10. | Dan Atherton    | 210  |

### Femmes
| # | Date         | Lieu              | Vainqueur      | Deuxième        | Troisième       | Leader du général |
| - | ------------ | ----------------- | -------------- | --------------- | --------------- | ----------------- |
| 1 | 12 mai       | Vigo              | Anneke Beerten | Jill Kintner    | Eva Castro      | Anneke Beerten    |
| 2 | 9 juin       | Champéry          | Jill Kintner   | Rachel Seydoux  | Fionn Griffiths | Jill Kintner      |
| 3 | 24 juin      | Mont-Sainte-Anne, | Anneke Beerten | Fionn Griffiths | Jill Kintner    | Anneke Beerten    |
| 4 | 7 juillet    | Schladming        | Jill Kintner   | Anneke Beerten  | Fionn Griffiths | Jill Kintner      |
| 5 | 15 septembre | Maribor           | Anneke Beerten | Mio Suemasa     | Melissa Buhl    | Anneke Beerten    |

| Pos | Cycliste         | Pts |
| --- | ---------------- | --- |
| 1.  | Anneke Beerten   | 960 |
| 2.  | Jill Kintner     | 810 |
| 3.  | Mio Suemasa      | 430 |
| 4.  | Fionn Griffiths  | 390 |
| 5.  | Melissa Buhl     | 180 |
| 6.  | Rachel Seydoux   | 150 |
| 7.  | Jana Horáková    | 140 |
| 8.  | Eva Castro       | 100 |
| 9.  | Anita Molcik     | 70  |
| 10. | Joanna Petterson | 60  |